# Willie Green
William Julius «Willie» Green (Detroit, Míchigan, 28 de julio de 1981) es un exjugador y entrenador de baloncesto estadounidense, que actualmente es entrenador principal de New Orleans Pelicans de la NBA. Con 1,91 metros de altura, jugaba en la posición de escolta y disputó 12 temporadas en la NBA.

## Carrera

### Universidad
Antes de llegar a la universidad, Green estuvo en el Cooley High School de Detroit, Míchigan, donde fue entrenado por su tío, Gary Green, que jugó en Eastern Michigan (1977-79).
Willie completó el ciclo de 4 años en la Universidad de Detroit Mercy. Su año freshman no fue especialmente brillante aunque apuntaba maneras, acabó con 8.4 puntos para progresar hasta los más de 13 puntos en las dos campañas siguientes. Fue en la 2002-03 donde dio un salto cualitativo importante haciendo 22,6 puntos, 4,9 rebotes y 2.5 asistencias. Fue votado como jugador del año en la Horizon League y finalizó undécimo en la clasificación de anotadores del país. Tras su periplo se consolidó como el 4.º mejor anotador de la universidad y el 6.º en triples anotados.

### NBA

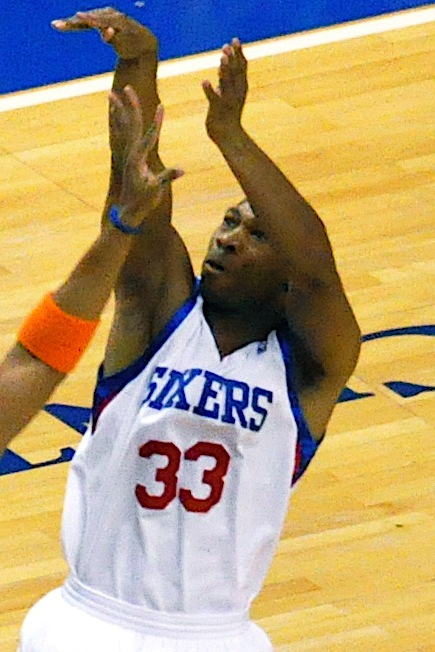
Green, con los Sixers en 2009.

Green fue elegido por Seattle SuperSonics en 2.ª ronda, puesto 41, del draft de 2003. Después fue traspasado a Philadelphia 76ers a cambio de los derechos de Paccelis Morlende. 
En sus dos primeros años en la liga no contó con demasiados minutos pero dejó entrever lo que mejor sabía hacer, anotar. 6.9 y 7.7 puntos fueron el bagaje de esas temporadas. 
Para la 2005-06 iba a renovar con los Sixers pero sufrió una lesión el día de su firma que lo dejó temporalmente en espera. Hasta el 23 de marzo de 2006 no lo haría, mientras que su recuperación se completó con éxito dos semanas después, el 4 de abril frente a Cleveland Cavaliers, anotando 9 puntos en 11 minutos. Solo pudo jugar 10 partidos con un promedio de 7 puntos.
En la 2006-07 contó con muchas más oportunidades merced al traspaso de Allen Iverson a Denver Nuggets, lo cual supo aprovechar. Firmó 11.3 puntos y 2.1 rebotes pero su rendimiento creció cuando jugó de titular. 
En los 36 partidos que salió de inicio promedió 15.4 puntos, 2.8 rebotes y 2.1 asistencias. Lideró al equipo en anotación 10 veces y anotó 20 o más puntos en 12 ocasiones. En el último encuentro de la temporada regular se marcó el mejor partido desde que aterrizara en la liga, fue frente a Toronto Raptors y se fue hasta los 37 puntos en 36 minutos de juego.
El 30 de junio de 2014, fue reclamado de los agentes libres por Orlando Magic. Se retiró al término de la en la temporada 2014-15.

### Entrenador
En la 2016-17 se convierte en asistente en los Golden State Warriors.
Desde 2019 a 2021 fue asistente de Monty Williams en Phoenix Suns.
En julio de 2021 se hace oficial su fichaje como técnico principal de New Orleans Pelicans.
En su segundo año en New Orleans, el 4 de enero de 2023 fue nombrado entrenador del mes de diciembre de la conferencia Oeste.

## Estadísticas de su carrera en la NBA

### Temporada regular
| Año     | Equipo        | PJ  | PT  | MPP  | %TC  | %3P  | %TL  | RPP | APP | ROB | TPP | PPP  |
| ------- | ------------- | --- | --- | ---- | ---- | ---- | ---- | --- | --- | --- | --- | ---- |
| 2003–04 | Philadelphia  | 53  | 0   | 14.5 | .401 | .311 | .728 | 1.2 | 1.0 | .5  | .1  | 6.9  |
| 2004–05 | Philadelphia  | 57  | 21  | 18.7 | .366 | .286 | .776 | 2.3 | 1.8 | .6  | .1  | 7.7  |
| 2005–06 | Philadelphia  | 10  | 2   | 15.3 | .424 | .526 | .800 | 1.5 | .5  | .2  | .0  | 7.0  |
| 2006–07 | Philadelphia  | 74  | 36  | 24.9 | .411 | .325 | .667 | 2.1 | 1.5 | .8  | .1  | 11.3 |
| 2007–08 | Philadelphia  | 74  | 74  | 26.6 | .436 | .285 | .757 | 2.5 | 2.0 | .7  | .3  | 12.4 |
| 2008–09 | Philadelphia  | 81  | 60  | 22.6 | .435 | .317 | .729 | 1.6 | 2.0 | .6  | .2  | 8.5  |
| 2009–10 | Philadelphia  | 73  | 18  | 21.3 | .457 | .346 | .833 | 1.8 | 2.1 | .4  | .2  | 8.7  |
| 2010–11 | New Orleans   | 77  | 13  | 21.7 | .443 | .348 | .780 | 2.1 | 1.0 | .5  | .2  | 8.7  |
| 2011-12 | Atlanta       | 53  | 2   | 17.4 | .471 | .442 | .857 | 1.5 | .8  | .4  | .1  | 7.6  |
| 2012-13 | L.A. Clippers | 72  | 60  | 16.5 | .461 | .428 | .719 | 1.3 | .8  | .4  | .2  | 6.3  |
| 2013-14 | L.A. Clippers | 55  | 9   | 15.8 | .376 | .339 | .824 | 1.4 | .9  | .4  | .2  | 5.0  |
| 2014-15 | Orlando       | 52  | 2   | 18.3 | .386 | .347 | .824 | 1.5 | 1.3 | .5  | .1  | 5.9  |
| Total   | Total         | 731 | 297 | 20.2 | .425 | .346 | .765 | 1.8 | 1.4 | .5  | .1  | 8.3  |

### Playoffs
| Año   | Equipo        | PJ | PT | MPP  | %TC  | %3P  | %TL   | RPP | APP | ROB | TPP | PPP |
| ----- | ------------- | -- | -- | ---- | ---- | ---- | ----- | --- | --- | --- | --- | --- |
| 2005  | Philadelphia  | 5  | 0  | 12.6 | .444 | .222 | .900  | 1.8 | .6  | .2  | .0  | 5.4 |
| 2008  | Philadelphia  | 6  | 6  | 23.7 | .431 | .200 | .643  | 1.3 | 2.0 | .8  | .7  | 9.0 |
| 2009  | Philadelphia  | 6  | 6  | 24.7 | .412 | .364 | .333  | 1.0 | 1.2 | .0  | .2  | 7.8 |
| 2011  | New Orleans   | 6  | 0  | 14.0 | .389 | .222 | .571  | .8  | .7  | .3  | .0  | 5.7 |
| 2012  | Atlanta       | 5  | 0  | 12.6 | .462 | .250 | .000  | 1.6 | .6  | .0  | .0  | 2.6 |
| 2013  | L.A. Clippers | 3  | 0  | 6.3  | .667 | .000 | 1.000 | 1.0 | .7  | .3  | .0  | 2.0 |
| 2014  | L.A. Clippers | 5  | 0  | 3.8  | .200 | .250 | 1.000 | 1.4 | .2  | .6  | .0  | 1.0 |
| Total | Total         | 36 | 12 | 15.0 | .418 | .256 | .711  | 1.3 | .9  | .3  | .1  | 5.2 |

## Estadísticas como entrenador
| Equipo      | Año     | P   | V   | D   | V–D% | Finalizado       | PP | VP | DP | PV–D% | Resultado               |
| ----------- | ------- | --- | --- | --- | ---- | ---------------- | -- | -- | -- | ----- | ----------------------- |
| New Orleans | 2021-22 | 82  | 36  | 46  | .439 | 3.º en Southwest | 6  | 2  | 4  | .333  | Pierde en Primera ronda |
| New Orleans | 2022-23 | 82  | 42  | 40  | .512 | 2.º en Southwest | —  | —  | —  | —     | No Playoffs             |
| New Orleans | 2023-24 | 82  | 49  | 33  | .598 | 2.º en Southwest | 4  | 0  | 4  | .000  | Pierde en Primera ronda |
| New Orleans | 2024-25 | 82  | 21  | 61  | .256 | 5.º en Southwest | —  | —  | —  | —     | No playoffs             |
| Total       | Total   | 328 | 148 | 180 | .451 |                  | 10 | 2  | 8  | .200  |                         |

## Vida personal
Willie es licenciado en educación y su primo Ben jugó en la Universidad de Detroit Mercy.